# 和社指柱蘭
和社指柱蘭（学名：Cheirostylis tortilacinia）为蘭科指柱蘭屬下的一个种。

## 扩展阅读
- 維基物種上的相關：和社指柱蘭